# Racaille (roman)
Pour les articles homonymes, voir Racaille (homonymie).
Racaille est un roman de Karim Sarroub paru le 4 janvier 2007 aux éditions du Mercure de France.

## Résumé
Deuxième œuvre de Karim Sarroub - écrivain et psychanalyste français d’origine algérienne - et premier volet d'une trilogie, Racaille est un roman qui rend compte de la vie d'un jeune adolescent rebelle et résolument athée, Mohamed, traversé par la rage de vivre qui décide de quitter son pays d'origine, l'Algérie, pour aller vivre en France.
Ce road-movie à travers différentes villes algériennes et françaises va connaitre son terme lorsque Mohamed sera arrêté et enfermé dans un centre de rétention dans le nord de la France.
Les deux tiers du roman racontent l’itinéraire d’un adolescent qui fuit sa famille (mémoire terrifiante de la « fête » de sa circoncision) et ont pour décor l’Algérie contemporaine, un décor sombre et violent.
Mohamed et son meilleur pote, Mustapha, approchent de l'adolescence. La vie qu'ils ont devant eux ressemble à un tunnel sans espoir. Et la vision de cet enfant lucide n’est franchement pas réjouissante. Avec lui, tout le monde en prend pour son grade : les dirigeants, la population, les extrémistes. Il dénonce aussi – avec force – l’antisémitisme rampant dans son pays (l’auteur a dédié son livre à Ilan Halimi).
Le narrateur remplace le mot « révolution » contenu dans la devise nationale (« La révolution par le peuple et pour le peuple ») par « corruption ». Pour sauver l'Algérie, Mohamed a un projet : « Rapatrier les harkis, les juifs et les pieds-noirs d’Algérie » (sauf un, Enrico Macias, dont il moque l'accent.). Il passe son temps à faire les quatre cent coups, à se masturber sur les toits, et à cracher sa révolte. Car depuis le jour de sa circoncision, il est parti en guerre contre ce qui constitue le fondement de l’Algérie moderne : l’islam et la religion musulmane. Il blasphème, il insulte le Prophète, il honnit l’hypocrisie du gouvernement, la barbarie des assassins islamistes, la misère sociale et sexuelle des jeunes.
Apôtre du politiquement incorrect, il n'a pas non plus de mots assez durs contre la politique de l'immigration conduite en France. Sur les beurs des cités qui lui font honte, voilà ce qu’en pense Mohamed : « En France, on vous appelle les musulmans. C’est scandaleux. C’est pire que racaille. » Le roman « traduit le désarroi de Mohamed en faisant référence à l’histoire des émeutes en banlieues et le rejet explicite de la communauté étrangère par les Français ».
Cette fuite, qui est une quête, conduira Mohamed en France où tout finira mal, bien sûr. Car un monde où le passé et le présent se malmènent est insupportable à ceux qui ne peuvent rien, ni sur le passé ni sur le présent.

## Réception critique
Pour Le Monde, l'auteur — qui a déjà publié en 1998 À l'ombre de soi — « n'évite aucune vérité bonne à dire et montre, par la quête forcenée de son héros, qu'à ne jamais pouvoir se faire entendre, on devient véritablement fou. »
Mohammed Yacine Meskine estime que « Karim Sarroub traite avec talent des relations aux autres avec une dose de réalisme et d’imaginaire. », en faisant partager au lecteur « l’espoir d’un monde 
nouveau dans lequel les pays arabes seraient enfin libres. »
- Voyage au bout de l'Algérie, Mohammed Aïssaoui, Le Figaro (2007)[5]
- Comment on devient fou, Elsa Vigoureux, Nouvel Obs (2007)[6]
- Momo le maudit, Jean-Claude Perrier, Livre Hebdo (2007)[7]
- La course d'un enfants d'Algérie, Laurent Wolf, Le Temps.ch (2007)[9]
- L'ironie mordante d'un écrivain, Youcef Zirem, La Maison des journalistes, 3 mai 2007[3]